# Cy Endfield
Cyril Raker Endfield, anomenat Cy Endfield (Scranton, Pennsilvània, Estats Units, 10 de novembre de 1914 − Shipston-on-Stour, Warwickshire, Regne Unit, 16 d'abril de 1995), va ser un guionista, escenògraf de teatre i de cinema, escriptor, mag, i inventor estatunidenc, establert a la Gran Bretanya des de 1953.

## Biografia
El cineasta
Nascut a Scranton (Pennsilvània), Endfield, després d'haver anat a la Universitat Yale, va començar la seva carrera com a escenògraf de teatre i professor d'art dramàtic, àmbit en el qual aconsegueix una sòlida reputació al món del teatre novaiorquès progressista. Malgrat aquest bagatge que compartia amb Orson Welles, va ser essencialment l'habilitat d'Endfield en matèria de torres de cartes que va suscitar l'interès del pare de Citizen Kane; Welles el va contractar com a aprenent per a les produccions Mercury (que tenien en aquella època com a seu la RKO) però, després del fracàs punyent de Els magnífics Amberson (que va desembocar en l'expulsió de l'equip Mercury de les terres de la RKO), Endfield va signar un contracte de director amb la MGM, per a la qual va dirigir un gran nombre de curtmetratges (entre els quals les últimes pel·lícules de la sèrie Our Gang ), abans de treballar com a independent en produccions de petit pressupost per a la societat Monogram, entre d'altres.
Va ser amb la pel·lícula negra The Underworld Story  (1950), una producció independent distribuïda per United Artists, amb què Endfield va obtenir un primer èxit de la crítica que va atreure al mateix temps l'atenció dels grans estudis. La pel·lícula constituïa un gran salt endavant respecte a allò que havia produït anteriorment en matèria de pressupost, i de crítica social, un atac punyent de la premsa corrompuda, que pot també realment ser interpretada, més àmpliament, com un atac contra la ideologia maccarthista vigent en aquell temps. Va continuar sobre la seva embranzida realitzant el que alguns consideren com la seva obra mestra: The Sound of Fury ; conegut també amb el títol Try And Get Me , una pel·lícula de suspens de linxament basada en una història verdadera. És amb aquestes dues realitzacions que l'enfocament dels personatges característic d'Endfield es va desenvolupar, amb un pessimisme no desproveït de sentiments.
El 1951, Endfield va ser citat com a comunista a una audició devant la Comissió de les activitats anti-estatunidenques (House Un-American Activities Committee: HUAC). Posat a la llista negra pels patrons dels estudis de cinema, es va trobar en la incapacitat per trobar treball a Hollywood i va marxar a establir-se al Regne Unit, país on va escriure i va dirigir pel·lícules sota diferents pseudònims, amb als crèdits, els noms d'actors ells també posats sobre llista negra. El 1958, Endfield va ser designat per al BAFTA al millor guió original per a Hell Drivers . El 1961, va realitzar Mysterious Island  amb efectes especials signats per Ray Harryhausen.
La seva obra més coneguda és Zulu, dirigida el 1964. Després d'una maneta d'altres produccions independents, va abandonar l'escenificació de cinema el 1971, la seva última pel·lícula va ser Universal Soldier, en la qual fa una aparició a la manera d'Alfred Hitchcock, en companyia de Germaine Greer. El 1979, va escriure un llibre documental, Zulu Dawn, que relata la campanya militar britànica contra la nació zulú el 1879. D'aquest llibre es va fer una pel·lícula (L'Últim Atac), estrenada el mateix any i en el guió de la qual Endfield va col·laborar, una pel·lícula posada en escena per Douglas Hickox.
L'inventor
S'atribueix d'altra banda a Endfield la paternitat de la invenció d'un ordinador de butxaca proveït d'una llamborda digital que permet accelerar de manera sensible la velocitat de tecleig, una alternativa al gruixut teclat d' «un tecleig: un caràcter». L'aparell funciona com un instrument de música, prement combinacions de tecles, produint una sèrie sencera de caràcters alfanumèrics. Endfield el va anomenar « Microguió » — un nom que va evolucionar a « CyKey ». L'aparell continua sent desenvolupat actualment, per un dels antics col·laboradors d'Endfield, Chris Rainey, i la societat Bellaire Electronics.
El mag
Endfield era igualment un mag consumat, i un creador de torres de targetes. El mag britànic Michael Vincent cita Endfield com una de les seves principals influències. Algunes de les seves invencions en l'àmbit de les torres de cartes han estat consignades per escrit en un llibre de Lewis Ganson, convertit en un clàssic del gènere: Cy Endfield's Entertaining Card Magic .
Cy Endfield va morir el 1995 a Shipston-on-Stour, a Warwickshire, a la Gran Bretanya, als 80 anys.

## Filmografia[7]

### Director
- 1942: Inflation
- 1944: Nostradamus IV
- 1944: Radio Bugs
- 1944: Tale of a Dog
- 1944: Dancing Romeo
- 1945: The Great American Mug
- 1946: Magic on a Stick
- 1946: Our Old Car
- 1946: Gentleman Joe Palooka
- 1947: Stork Bites Man
- 1948: The Argyle Secrets
- 1949: Joe Palooka in the Big Fight
- 1950: The Underworld Story
- 1950: The Sound of Fury/ Try and Get Me
- 1952: Coronel March Investigates
- 1952: Tarzan's Savage Fury
- 1953: The Limping Man
- 1954: Impulse
- 1955: The Master Plan
- 1955: The Secret
- 1956: Coronel March of Scotland Yard
- 1956: Child in the House
- 1957: Ruta infernal
- 1958: Sea Fury
- 1959: Jet Storm
- 1961: L'illa misteriosa
- 1963: Hide and Seek
- 1964: Zulu
- 1965: Sands of the Kalahari
- 1969: De Sade
- 1971: Universal Soldier

### Guionista
- 1946: Joe Palooka, Champ de Reginald le Borg
- 1946: Gentleman Joe Palooka
- 1946: Mr. Hex de William Beaudine
- 1947: Hard Boiled Mahoney de William Beaudine
- 1947: Stork Bites Man
- 1948: Sleep, My Love de Douglas Sirk - No surt als crèdits
- 1948: The Argyle Secrets
- 1949: Joe Palooka in the Big Fight
- 1949: Joe Palooka in the Counterpunch de Reginald el Borg
- 1950: The Underworld Story
- 1950: The Sound of Fury/ Try and Get Me
- 1954: Impulse
- 1955: The Master Plan
- 1955: Crashout de Lewis R. Foster
- 1955: The Secret
- 1956: Child in the House de Charles De la Tour i C. Endfield
- 1957: Ruta infernal (Hell Drivers)- Adaptació
- 1957: Night of the Demon de Jacques Tourneur - No surt als crèdits
- 1958: Sea Fury
- 1959: Jet Storm
- 1964: Zulu
- 1965: Sands of the Kalahari
- 1971: Universal Soldier
- 1979: Alba zulú de Douglas Hickox - guió i història original

### Productor
- 1946: Mr. Hex
- 1964: Zulu
- 1965: Sands of the Kalahari

### Actor
- 1971: Universal Soldier

## Premis i nominacions
Nominacions
- 1958: BAFTA al millor guió britànic per Ruta infernal